# Uun Santosa
Uun Setiawan Santosa (* 12. Dezember 1955) ist ein niederländischer Badmintonspieler.

## Karriere
Uun Santosa wurde 1982 erstmals niederländischer Meister. Weitere Titelgewinne folgten 1985, 1986, 1987 und 1989. 1988 siegte er bei den Norwegian International. 1983 und 1989 nahm er an den Badminton-Weltmeisterschaften teil.

## Sportliche Erfolge
| Saison | Veranstaltung                      | Disziplin    | Platz | Name                                  |
| ------ | ---------------------------------- | ------------ | ----- | ------------------------------------- |
| 1982   | Niederlande: Einzelmeisterschaften | Herreneinzel | 1     | Uun Santosa                           |
| 1982   | Niederlande: Einzelmeisterschaften | Herrendoppel | 1     | Uun Santosa / Rob Ridder              |
| 1983   | Weltmeisterschaft                  | Herrendoppel | 17    | Rob Ridder / Uun Santosa              |
| 1983   | Weltmeisterschaft                  | Mixed        | 17    | Uun Santosa / Karin van der Valk      |
| 1985   | Niederlande: Einzelmeisterschaften | Herrendoppel | 1     | Uun Santosa / Rob Ridder              |
| 1986   | Niederlande: Einzelmeisterschaften | Herrendoppel | 1     | Bas von Barnau Sijthoff / Uun Santosa |
| 1987   | Niederlande: Einzelmeisterschaften | Herreneinzel | 1     | Uun Santosa                           |
| 1988   | Norwegian International            | Herrendoppel | 1     | Uun Santosa / Seno The                |
| 1989   | Niederlande: Einzelmeisterschaften | Herrendoppel | 1     | Seno The / Uun Santosa                |
| 2006   | Senioren-Europameisterschaft 50+   | Herrendoppel | 2     | Uun Santosa / Rob Ridder              |

## Referenzen
- http://bwf.tournamentsoftware.com/profile/overview.aspx?id=7BBB7674-D540-4FCC-8048-660579C49A4F

| Personendaten    | Personendaten                     |
| ---------------- | --------------------------------- |
| NAME             | Santosa, Uun                      |
| ALTERNATIVNAMEN  | Setiawan Santosa, Uun             |
| KURZBESCHREIBUNG | niederländischer Badmintonspieler |
| GEBURTSDATUM     | 12. Dezember 1955                 |